# 예천 야옹정
예천 야옹정(醴泉 野翁亭)은 대한민국 경상북도 예천군 용문면 제곡리에 있는 조선시대의 건축물이다. 1987년 5월 13일 경상북도의 유형문화재 제230호로 지정되었다가, 2016년 9월 9일 대한민국의 보물 제1917호로 승격되었다.

## 개요
조선 중종 때 학자인 야옹 권의(1475∼1558) 선생이 벼슬을 그만 두고 고향에 내려와 향약을 제정하고 사회교화에 힘쓴 덕을 기리기 위해 그의 아들 권심언이 명종 21년(1566)에 지은 정자이다.
앞면 4칸·옆면 3칸이며 지붕 옆면이 여덟 팔(八)자 모양인 팔작지붕으로 되어있다. 왼쪽에 6칸 대청마루가 있고, 오른쪽에는 온돌방이 놓여있다. 대청 앞면에는 넓은 툇마루를 만들어 전체적으로 누각의 느낌으로 꾸며졌다.
건물이 수리로 인해 일부 바뀌었으나 조선 초기의 건축양식을 보여주는 중요한 문화재이다.

## 보물 지정사유
야옹정은 임진왜란 전인 1566년에 1566년(명종21)에 권심언(權審言)이 선고(先考)인 야옹(野翁) 권의(權檥:1475-1558)의 학덕을 추모하기 위해 건립한 정자로 초창 때의 모습이 거의 고스란히 보존되어 있고 초창기의 막새기와 및 단청이 그대로 남아 있어서 임진왜란 이전 건축을 연구하는데 귀중한 자료라고 판단된다.
평면은 전체적으로 정면 4칸 측면 4칸 규모의 丁자형의 평면으로, 좌측 3칸을 대청으로 꾸미고 우측에는 온돌방을 연접시켰는데, 우측칸의 전면에는 누마루 1칸을, 배면에는 온돌방 1칸을 각각 돌출시켰다. 주위에는 방형의 토석담장을 둘렀으며 전면 담장 좌측에는 사주문을 세워 정자로 출입케 하였다. 정자의 전면과 배면에는 반 칸 규모의 퇴칸을 두었는데, 전면 퇴칸의 하부에는 누하주 6본을 세워 전면의 퇴칸은 누마루를 이루게하였다. 배면의 퇴칸은 중수시인 숭정년간(崇禎年間)에 설치된 것이기는 하나 기존 건물과 어색하지 않게 설치하여 이 건물의 또 다른 특징으로 볼 수 있다.
기둥 상부의 포작은 일출목한 주심포계열로 조선 초기 모습을 하고 있으며, 우주 상부의 귀포는 귀한대를 구성하여 추녀를 받도록 하였고, 포간에는 깊게 초각한 화반을 놓아 처마 밑을 짜임새 있게 장식했다. 3포 초익공의 공포는 주심포 형식과도 유사하며 익공의 형식이 조선전기의 짧고 강직한 양식적 특징을 보여준다. 출목을 보통 건물보다 많이 낸 것도 조선 전기의 모습이라고 할 수 있다. 출목 첨차를 장혀와 한 몸으로 만든 것은 고식이면서도 다른 건물에서 볼 수 없는 야옹정의 특징 중에 하나라고 할 수 있다.
평고대와 착고막이를 하나의 부재로 만든 구로대의 사용은 봉정사 극락전 등에서 볼 수 있는 고식기법으로 야옹정의 가치를 더해주는 상세라고 할 수 있으며 부연의 배걷이가 현격하고 말구 치의 경사가 센 것도 시대와 지역적 특색을 반영한 것이라고 할 수 있다. 또한 야옹정에는 단청의 흔적이 부분적으로 남아 있는데, 누정건축에서 단청을 한 것은 보기 드문 예이다.
대청 배면과 좌우측, 우측칸 전면의 창호는 가운데 설주가 세워진 고식의 영쌍창으로, 정자의 건립 연대를 가늠케 해주고 있다.
야옹정은 몇 안 되는 임진왜란 이전 건물이라는 것 하나로도 희소성의 가치가 있으며 이를 증거할 수 있는 건축 양식과 기법, 막새, 단청 등이 잘 남아 있어서 국가지정문화재로 승격해도 충분하다고 판단된다.

## 참고 자료
- 예천 야옹정 - 국가유산청 국가유산포털
- 이 문서에는 문화재청에서 공공누리 제1유형으로 배포된 자료를 바탕으로 한 내용이 포함되어 있습니다.